# Halichoeres podostigma
Halichoeres podostigma är en fiskart som först beskrevs av Bleeker, 1854.  Halichoeres podostigma ingår i släktet Halichoeres och familjen läppfiskar. IUCN kategoriserar arten globalt som livskraftig. Inga underarter finns listade i Catalogue of Life.